# ارکیده‌های شیطانکی
ارکیده‌های شیطانکی (نام علمی: Acianthinae) نام یک subtribe از تبار درازگوشان است.